# Galíni
Galíni är en ort i Grekland.   Den ligger i prefekturen Nomós Prevézis och regionen Epirus, i den centrala delen av landet, 290 km nordväst om huvudstaden Aten. Galíni ligger 551 meter över havet och antalet invånare är 135.
Terrängen runt Galíni är kuperad österut, men västerut är den bergig. Runt Galíni är det ganska glesbefolkat, med 42 invånare per kvadratkilometer. Närmaste större samhälle är Filippiáda, 16,3 km sydost om Galíni. 